# 小田団
小田団（おだだん）は、815年から10世紀まで日本の陸奥国に置かれた軍団の一つである。玉造団とともに陸奥国最北の軍団であった。小田郡に置かれたと推定されるが、正確な位置は不明である。

## 歴史
小田団は、弘仁6年（815年）8月に陸奥国が4個軍団を増やしたときに設置された。以後、陸奥国では6団6000人が6交代制で常時1000人の兵力を駐屯地に維持することになった。小田団の兵士は、玉造団・名取団とともに3軍団で400人を胆沢城の鎮守府に、100人を玉造塞に駐屯させたようである。この時の定員は、標準的な各団1000人であろう。
後に磐城団が増設されて7団7000人となり、承和10年（843年）に1000人を増員して7軍団に割りふった。小田団の増員後の兵力は不明だが、引き続き鎮守府の守備にあたった。
承和10年（843年）2月26日の日付で、不明の軍団の主帳牡鹿連氏縄が2人の射手の病欠を届け出た漆紙文書が、胆沢城趾から見つかっている。牡鹿連は牡鹿郡の豪族なので、小田団の主帳である可能性が高い。
10世紀に編まれた延喜式にも陸奥国に7団を置くことが規定されており、軍団の構成は変わらなかったと考えられる。11世紀までに廃絶した。